# Foros de Arrão
Foros de Arrão é uma povoação portuguesa sede da Freguesia de Foros de Arrão do Município de Ponte de Sor, freguesia com 84,26 km² de área e 811 habitantes (censo de 2021), tendo, por isso, uma densidade populacional de 9,6 hab./km².
A freguesia foi criada pela Lei n.º 46/84, de 31 de dezembro, com lugares desanexados da freguesia de Montargil.

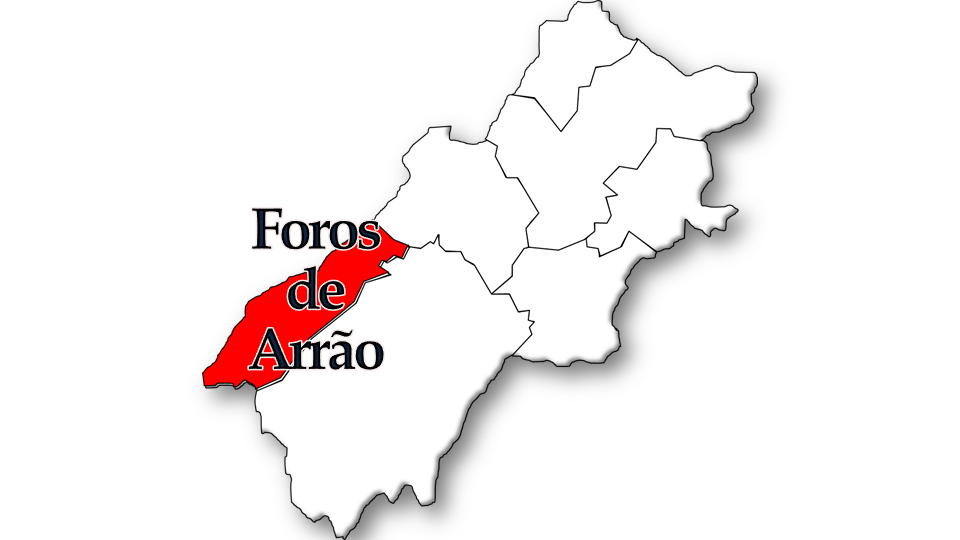
Localização da freguesia no Município de Ponte de Sor

## Demografia
A população registada nos censos foi:
| Distribuição da População por Grupos Etários | Distribuição da População por Grupos Etários | Distribuição da População por Grupos Etários | Distribuição da População por Grupos Etários | Distribuição da População por Grupos Etários |
| -------------------------------------------- | -------------------------------------------- | -------------------------------------------- | -------------------------------------------- | -------------------------------------------- |
| Ano                                          | 0-14 Anos                                    | 15-24 Anos                                   | 25-64 Anos                                   | > 65 Anos                                    |
| 2001                                         | 105                                          | 136                                          | 501                                          | 295                                          |
| 2011                                         | 81                                           | 81                                           | 440                                          | 317                                          |
| 2021                                         | 71                                           | 47                                           | 365                                          | 328                                          |

## História
Foros do Arrão é uma pequena aldeia Alentejana que fica numa ponta do distrito de Portalegre e que faz fronteira com o distrito de Santarém. Situa-se a sul da freguesia do Chouto e a norte de Montargil. Fica a cerca de 18 km de Montargil e da sua famosa Barragem e a 32 km da sede de concelho, Ponte de Sor.
Pensa-se que a sua origem data de, entre 1910 e 1920 através de foros cedidos pela Herdade do Arrão. Foros são pequenas parcelas de terreno cedidas aos foreiros para que tratassem delas, que as cultivassem.

## Património
- Moinho de Vento - Ícone da freguesia
- Igreja da Paroquia de Santa Maria

Moinho de vento construído em 1933 para a moagem do grão (milho, trigo) que crescia através da mão de obra dos novos foreiros nas terras cultivadas dos seus foros. 

## Equipamentos
- Junta de Freguesia de Foros de Arrão
- Extensão de Saúde de Foros de Arrão
- EB 1/JI de Foros de Arrão
- Banco Crédito Agrícola
- Grupo Desportivo e Cultural de Foros de Arrão
- Associação Forense Dos Amigos Da Terceira Idade
- Supermercado Aniceto
- Polidesportivo
- Parque de Merendas
- Farmácia